# 原田知世 星空愛ランド
原田知世 星空愛ランド（はらだともよ ほしぞらあいランド）は、1983年10月3日から1984年12月27日（各ネット局は12月28日）まで、及び1986年4月13日から1987年4月5日までニッポン放送で放送されていたラジオ番組。パーソナリティは原田知世。
1983年から1984年の間は『ライオンミュージックヴィレッジ』枠で放送されており、ライオンの一社提供。1986年から1987年の間は角川書店グループの一社提供。

## 概要
最初、原田知世はニッポン放送では1983年5月から『ヤングパラダイス』（ヤンパラ、高原兄時代）の月曜アシスタントとして出演していたが、同年10月からヤンパラ本編から本番組へ異動。なお、帯番組だった『ライオンミュージックヴィレッジ』枠時代は、ニッポン放送では同じヤンパラの内包番組として放送されていた。ライオンミュージックヴィレッジ枠時代のオープニングテーマ曲は、ラムゼイ・ルイスの曲『スペシャル・プレイス（Special Place）』。
1984年12月27日（各ネット局では12月28日）を以って一度本番組は終了、それから1年3か月後の1986年4月13日から、毎週日曜日24:00 - 24:30枠で同じ番組タイトルで再開し、1年間放送されていた。
1986年（日曜24:00）時代には、はがきを読まれたリスナーに番組特製トレーナーが贈られていた。
1987年2月7日（土曜日）には、原田主演の映画『黒いドレスの女』のプレロードショーを記念し、インクスティック芝浦ファクトリーにて、黒いドレスの女の同時上映作『恋人たちの時刻』より主演の野村宏伸と主題歌の大貫妙子をゲストに迎えて公開収録が行われた。
なお、角川書店グループ一社提供枠としての1987年4月からの後継番組は、『渡辺美奈代 背のびしてルージュ』（毎週日曜日午前11:30 - 12:00）。

## 主なコーナー・タイムテーブル

### 1983年 - 1984年
- 月曜：星占い、オリジナルポエム紹介[1]
- 火曜：はがき紹介[1]
- 水曜：知世のフリートークエッセイ[1]
  - 毎週、最近観た一本のミュージカルをテーマにして、その本編の歌やダンスなどを原田自ら解説するということを良くやっていた[3]。
- 木曜：知世の選んだお気に入りの曲[1]
- 金曜：はがき紹介[1]

### 1986年 - 1987年
メモリー・アンド・メロディー
- 「あなたの思い出の扉を開ける懐かしの一曲」のリクエストをリスナーから募集。

まぼろしの(知)アカデミー賞
- 毎週発表される台本に沿って、電話出演するリスナーは原田の相手役の台詞を演じた。

## ニッポン放送での放送時間
- 月曜 - 木曜 23:30 - 23:40頃 （1983年10月3日 - 1984年12月27日　『ヤングパラダイス』内）
- 日曜日 24:00 - 24:30 （1986年4月13日 - 1987年4月5日）

## ネット局

### 1983年 - 1984年
この期間中、各ネット局の放送は月曜日から金曜日まで。ニッポン放送のみ、金曜日の放送が無く木曜日までであり、金曜日放送分は以下のネット局への裏送りとなっていた。
- STVラジオ：23:45 - 24:00
- 東海ラジオ放送：23:30 - 23:45
- ラジオ大阪：22:30 - 22:45
- RKB毎日放送：22:15 - 22:30 （夜ワイド番組『スマッシュ!!11』の内包番組）

### 1986年 - 1987年
- STVラジオ：土曜 22:30 - 23:00
- 中部日本放送：土曜 24:00 - 24:30
- 毎日放送：土曜 24:30 - 25:00
- 九州朝日放送：日曜 23:30 - 24:00